# Ли Тин (старшая)
Ли Тин (кит. упр. 李婷, пиньинь Lǐ Tíng; родилась 5 января 1980 года в Ухане, Китай) — китайская теннисистка; первая олимпийская чемпионка по теннису от Китая (совместно с Сунь Тяньтянь) в 2004 году; победительница десяти турниров WTA в парном разряде.

## Общая информация
Начала заниматься теннисом в возрасте семи лет. Считает своим любимым покрытием — хард, любимым турниром Уимблдон. Её кумиром в мире тенниса была Штеффи Граф. В свободное время любит слушать музыку.

## Спортивная карьера
Ли Тин начала карьеру теннисистки в 1996 году, сыграв за сборную Китая в квалификационном розыгрыше Кубка Федерации. В ноябре 1997 года она выиграла первый свой трофей из цикла ITF в парном разряде. В WTA-туре она дебютировала в ноябре 1998 года на турнире в Паттайе, выступив также в парном разряде. В 1999 году вместе со своей партнёршей Ли На выигрывает ряд парных титулов на турнирах ITF, а также два первых одиночных трофея. В июне 2000 года Ли На и Ли Тин выиграли совместно дебютный титул WTA, победив на парных соревнованиях в Ташкенте. Там же в Ташкенте Ли Тин сыграла и в одиночных соревнованиях, пробившись туда через квалификацию. В августе китайский дуэт Ли На и Ли Тин выступил на турнире серии Большого шлема Открытом чемпионате США. В сентябре они выступили в парных соревнованиях на Олимпийских играх в Сиднее, но выбыли уже на старте.
С августа 2002 года Ли Тин стала выступать в паре с новой постоянной партнёршей Сунь Тяньтянь. Выиграв ряд титулов на турнирах ITF, в июне 2003 года они победили на парных соревнованиях турнира WTA в Вене. В ноябре они берут сразу два парных приза на турнирах в Квебеке и Паттайе. К началу 2004 года Ли Тин входит в Топ-100 парного рейтинга. В августе 2004 года на Олимпийских играх в Афинах вместе с Сунь Тяньтянь, она удивила многих обозревателей, завоевав первую в истории своей страны олимпийскую медаль в теннисе. Уже в первом раунде для этого им пришлось обыграть одну из сильнейших теннисисток в истории женских парных олимпийских турниров Винус Уильямс, для которой то поражение стало единственным за четыре участия в подобных соревнованиях. Американка, правда, тогда выступала не со своей сестрой Сереной, а с Чандой Рубин. В полуфинале и финале Ли и Сунь обыграли национальные дуэты с участием двух сильнейших парных теннисисток того периода — аргентинки Паолы Суарес и испанки Вирхинии Руано Паскуаль.
| Раунд      | Соперники                                | Посев | Счёт          |
| ---------- | ---------------------------------------- | ----- | ------------- |
| 1 раунд    | Чанда Рубин Винус Уильямс                |       | 7-5, 1-6, 6-3 |
| 2 раунд    | Франческа Скьявоне Сильвия Фарина-Элия   |       | 6-1, 7-6(1)   |
| 1/4 финала | Алисия Молик Ренне Стаббс                | 4     | 6-3, 6-2      |
| 1/2 финала | Паола Суарес Патрисия Тарабини           | 7     | 6-2, 2-6, 9-7 |
| Финал      | Кончита Мартинес Вирхиния Руано Паскуаль | 2     | 6-3, 6-3      |

В октябре 2004 года Ли и Сунь выиграли парный титул турнира в Гуанчжоу.
В январе 2005 года Ли Тин впервые сыграла в основных одиночных соревнованиях Большого шлема, пробившись через квалификацию на Открытый чемпионат Австралии. В первом раунде она тогда уступила Марте Домаховске. Следующий парный трофей она выигрывает весной 2005 года совместно с Сунь Тяньтянь на грунтовом турнире в Оэйраше. На Открытом чемпионате Франции их пара смогла пройти в четвертьфинал. В июне Ли Тин победила на 50-тысячнике ITF в Пекине, выиграв первый за шесть лет турнир в одиночках. В сентябре она смогла попасть в четвертьфинал на турнире WTA в Гуанчжоу.
В январе 2006 года Ли Тин вновь пробилась через квалификацию на Открытый чемпионат Австралии, где на старте проиграла Елене Весниной. В феврале в альянсе с Сунь Тяньтянь она выиграла парный титул на турнире в Паттайе. В мае их дуэт защититл свой прошлогодний титул на турнире в Оэйраше. Осенью Ли Тин и Сунь Тяньтянь выиграл титул на турнире в Гуанчжоу, ставший к тому же десятым для Ли Тин на турнирах WTA и последний в карьере, который она смогла выиграть. В январе 2007 года после выступлений в парных соревнованиях на Открытом чемпионате Австралии Ли Тин завершила спортивную карьеру в возрасте 27 лет.

## Итоговое место в рейтинге WTA по годам
| Год  | Одиночный рейтинг | Парный рейтинг |
| 2007 |                   | 984            |
| 2006 | 266               | 31             |
| 2005 | 173               | 36             |
| 2004 | 168               | 29             |
| 2003 | 436               | 48             |
| 2002 | 807               | 255            |
| 2001 | 537               | 324            |
| 2000 | 325               | 88             |
| 1999 | 440               | 307            |
| 1998 | 377               | 221            |

## Выступления на турнирах

### Финалы турнировITFв одиночном разряде (3)

#### Победы (3)
| Легенда:          |
| ----------------- |
| 100.000 USD (0*)  |
| 75.000 USD (0)    |
| 50.000 USD (1+5)  |
| 25.000 USD (0+8)  |
| 15.000 USD (0)    |
| 10.000 USD (2+13) |

| Титулы по покрытиям | Титулы по месту проведения матчей турнира |
| ------------------- | ----------------------------------------- |
| Хард (3+20*)        | Зал (0+2)                                 |
| Грунт (0+6)         | Зал (0+2)                                 |
| Трава (0)           | Открытый воздух (3+24)                    |
| Ковёр (0)           | Открытый воздух (3+24)                    |

* количество побед в одиночном разряде + количество побед в парном разряде.
| №  | Дата             | Турнир         | Покрытие | Соперница в финале   | Счёт        |
| 1. | 19 сентября 1999 | Томобе, Япония | Хард     | Кейт Верне-Холланд   | 6-4 2-6 6-1 |
| 2. | 26 сентября 1999 | Токио, Япония  | Хард     | Ораван Вонгкамаласаи | 6-0 3-6 6-0 |
| 3. | 12 июня 2005     | Пекин, Китай   | Хард     | Янь Цзы              | 6-1 6-3     |

### Финалы Олимпийских турниров в женском парном разряде (1)

#### Победы (1)
| №  | Год  | Турнир        | Покрытие | Партнёрша     | Соперники в финале                       | Счёт    |
| 1. | 2004 | Афины, Греция | Хард     | Сунь Тяньтянь | Кончита Мартинес Вирхиния Руано Паскуаль | 6-3 6-3 |

### Финалы турнировWTAв парном разряде (14)

#### Победы (10)
| Легенда:                    |
| --------------------------- |
| Турниры Большого Шлема (0)  |
| Олимпиада (0+1*)            |
| Итоговый чемпионат года (0) |
| 1-я категория (0)           |
| 2-я категория (0)           |
| 3-я категория (0+4)         |
| 4-я категория (0+4)         |
| 5-я категория (0+1)         |

| Титулы по покрытиям | Титулы по месту проведения матчей турнира |
| ------------------- | ----------------------------------------- |
| Хард (0+7*)         | Зал (0+1)                                 |
| Грунт (0+3)         | Зал (0+1)                                 |
| Трава (0)           | Открытый воздух (0+9)                     |
| Ковёр (0)           | Открытый воздух (0+9)                     |

* количество побед в одиночном разряде + количество побед в парном разряде.
| №   | Дата            | Турнир                 | Покрытие | Партнёр       | Соперницы в финале                       | Счёт           |
| 1.  | 18 июня 2000    | Ташкент, Узбекистан    | Хард     | Ли На         | Ирода Туляганова Анна Запорожанова       | 3-6 6-2 6-4    |
| 2.  | 14 июня 2003    | Вена, Австрия          | Грунт    | Сунь Тяньтянь | Чжэн Цзе Янь Цзы                         | 6-3 6-4        |
| 3.  | 2 ноября 2003   | Квебек, Канада         | Хард(i)  | Сунь Тяньтянь | Элс Калленс Мейлен Ту                    | 6-3 6-3        |
| 4.  | 9 ноября 2003   | Паттайя, Таиланд       | Хард     | Сунь Тяньтянь | Анжелик Виджайя Винна Пракуся            | 6-4 6-3        |
| 5.  | 22 августа 2004 | Олимпиада              | Хард     | Сунь Тяньтянь | Кончита Мартинес Вирхиния Руано Паскуаль | 6-3 6-3        |
| 6.  | 3 октября 2004  | Гуанчжоу, Китай        | Хард     | Сунь Тяньтянь | Юй Ин Ян Шуцзин                          | 6-4 6-1        |
| 7.  | 1 мая 2005      | Оэйраш, Португалия     | Грунт    | Сунь Тяньтянь | Михаэлла Крайчек Генриета Надьова        | 6-3 6-1        |
| 8.  | 12 февраля 2006 | Паттайя, Таиланд (2)   | Хард     | Сунь Тяньтянь | Чжэн Цзе Янь Цзы                         | 3-6 6-1 7-6(5) |
| 9.  | 7 мая 2006      | Оэйраш, Португалия (2) | Грунт    | Сунь Тяньтянь | Хисела Дулко Мария Санчес Лоренсо        | 6-2 6-2        |
| 10. | 1 октября 2006  | Гуанчжоу, Китай (2)    | Хард     | Сунь Тяньтянь | Ваня Кинг Елена Костанич                 | 6-4 2-6 7-5    |

#### Поражения (4)
| №  | Дата            | Турнир                | Покрытие | Партнёрша     | Соперницы в финале              | Счёт       |
| 1. | 12 октября 2003 | Ташкент, Узбекистан   | Хард     | Сунь Тяньтянь | Юлия Бейгельзимер Татьяна Пучек | 3-6 6-7(0) |
| 2. | 22 февраля 2004 | Хайдарабад, Индия     | Хард     | Сунь Тяньтянь | Саня Мирза Лизель Хубер         | 6-7(1) 4-6 |
| 3. | 12 февраля 2005 | Хайдарабад, Индия (2) | Хард     | Сунь Тяньтянь | Чжэн Цзе Янь Цзы                | 4-6 1-6    |
| 4. | 4 марта 2006    | Доха, Катар           | Хард     | Сунь Тяньтянь | Даниэла Гантухова Ай Сугияма    | 4-6 4-6    |

### Финалы турнировITFв парном разряде (37)

#### Победы (26)
| №   | Дата             | Турнир                | Покрытие | Партнёрша     | Соперницы в финале                     | Счёт        |
| 1.  | 16 ноября 1997   | Манила, Филиппины     | Хард     | Дин Дин       | Вэн Тцутин Кху Чиньби                  | 7-5 6-3     |
| 2.  | 8 марта 1998     | Дели, Индия           | Хард     | Дин Дин       | Вэн Утида Ян Цинь                      | 6-3 6-2     |
| 3.  | 13 июня 1999     | Шэньчжэнь, Китай      | Хард     | Ли На         | Лиза Андрияни Уравати Искандер         | 6-1 6-3     |
| 4.  | 20 июня 1999     | Шэньчжэнь, Китай      | Хард     | Ли На         | Чхон Янджин Ли Ынджон                  | 6-3 6-1     |
| 5.  | 15 августа 1999  | Ребек, Бельгия        | Грунт    | Ли На         | Наташа Галауза Майке Каутстал          | 6-1 6-4     |
| 6.  | 22 августа 1999  | Коксейде, Бельгия     | Грунт    | Ли На         | Рева Хадсон Шелли Стефенс              | 6-3 6-2     |
| 7.  | 29 августа 1999  | Вестенде, Бельгия     | Грунт    | Ли На         | Наташа Галауза Анук Стерк              | 7-6(5) 6-2  |
| 8.  | 19 сентября 1999 | Томобе, Япония        | Хард     | Ли На         | Марезе Жубер Кейт Верне-Холланд        | 7-6(4) 6-3  |
| 9.  | 26 сентября 1999 | Токио, Япония         | Хард     | Ли На         | Маки Араи Кумико Иидзима               | 6-2 6-1     |
| 10. | 12 декабря 1999  | Манила, Филиппины     | Хард     | Ли На         | Харука Иноуэ Майко Иноуэ               | 6-3 6-2     |
| 11. | 16 января 2000   | Бока-Ратон, США       | Хард     | Майко Иноуэ   | Ольга Выметалкова Габриэла Навратилова | 4-6 6-2 6-3 |
| 12. | 30 января 2000   | Халландейл-Бич, США   | Хард     | Ли На         | Джин Окада Гана Шромова                | 6-3 7-5     |
| 13. | 5 марта 2000     | Чэнду, Китай          | Хард     | Ли На         | Жоана Кортес Каталин Мароши-Аракама    | 6-1 6-3     |
| 14. | 26 марта 2000    | Нанкин, Китай         | Хард     | Ли На         | Чхэ Гёнъи Рёко Такэмура                | 7-6(4) 6-1  |
| 15. | 2 апреля 2000    | Нанкин, Китай         | Хард     | Ли На         | Дин Дин Линь Ямин                      | 6-1 7-6(3)  |
| 16. | 2 июля 2000      | Орбетелло, Италия     | Грунт    | Ли На         | Жоана Кортес Мириам Д`Агостини         | 6-3 7-6(3)  |
| 17. | 29 июля 2001     | Гуанчжоу, Китай       | Хард     | Тун Капо      | Сунь Тяньтянь Чэнь Янь                 | 7-5 6-3     |
| 18. | 11 августа 2002  | Пекин, Китай          | Хард     | Сунь Тяньтянь | Янь Цзы Чжэн Цзе                       | 7-5 6-3     |
| 19. | 23 февраля 2003  | Колумбус, США         | Хард(i)  | Сунь Тяньтянь | Бруна Колозио Жоана Кортес             | 6-3 6-1     |
| 20. | 2 марта 2003     | Сент-Пол, США         | Хард(i)  | Сунь Тяньтянь | Терин Эшли Абигейл Спирс               | 6-3 6-1     |
| 21. | 30 марта 2003    | Атланта, США          | Хард     | Сунь Тяньтянь | Лиэнн Бейкер Франческа Лубьяни         | 4-6 6-4 6-4 |
| 22. | 29 июня 2003     | Фонтанафредда, Италия | Грунт    | Сунь Тяньтянь | Мария Гезненге Драгана Зарич           | 6-4 6-3     |
| 23. | 20 июля 2003     | Модена, Италия        | Грунт    | Сунь Тяньтянь | Рика Фудзивара Труди Мусгрейв          | 3-6 7-5 7-5 |
| 24. | 7 декабря 2003   | Чанша, Китай          | Хард     | Сунь Тяньтянь | Янь Цзы Чжэн Цзе                       | 6-4 6-2     |
| 25. | 14 декабря 2003  | Шэньчжэнь, Китай      | Хард     | Сунь Тяньтянь | Янь Цзы Чжэн Цзе                       | 6-3 3-6 6-4 |
| 26. | 21 августа 2005  | Бронкс, США           | Хард     | Сунь Тяньтянь | Татьяна Пучек Анастасия Екимова        | 2-6 6-2 6-4 |

#### Поражения (11)
| №   | Дата           | Турнир            | Покрытие | Партнёрша     | Соперницы в финале              | Счёт           |
| 1.  | 10 мая 1998    | Сеул, Южная Корея | Грунт    | Дин Дин       | Пак Сон Хи Чо Юн Джон           | 1-6 6-3 2-6    |
| 2.  | 7 июня 1998    | Литл-Рок, США     | Хард     | Ли Ли         | Кэйко Исида Кэйко Нагатоми      | 5-7 1-6        |
| 3.  | 23 января 2000 | Бока-Ратон, США   | Хард     | Ли На         | Сандра Кайсик Линдсей Ли-Уотерс | 4-6 5-7        |
| 4.  | 14 мая 2000    | Сеул, Южная Корея | Грунт    | Ли На         | Синобу Асагоэ Саори Обата       | 1-6 3-6        |
| 5.  | 28 мая 2000    | Хошимин, Вьетнам  | Хард     | Ли На         | Чо Юн Джон Саори Обата          | 1-6 2-6        |
| 6.  | 4 июня 2000    | Шэньчжэнь, Китай  | Хард     | Ли На         | Ким Ынха Саори Обата            | 1-6 3-6        |
| 7.  | 22 июля 2001   | Тяньцзинь, Китай  | Хард     | Шэнь Луили    | Лю Наньнань Пэн Шуай            | 4-6 1-6        |
| 8.  | 21 апреля 2002 | Кальяри, Италия   | Грунт    | Ли На         | Янь Цзы Чжэн Цзе                | 4-6 0-6        |
| 9.  | 22 июня 2003   | Гориция, Италия   | Грунт    | Сунь Тяньтянь | Янь Цзы Чжэн Цзе                | 6-7(5) 6-1 4-6 |
| 10. | 6 июля 2003    | Орбетелло, Италия | Грунт    | Сунь Тяньтянь | Янь Цзы Чжэн Цзе                | 2-6 5-7        |
| 11. | 12 июня 2005   | Пекин, Китай      | Хард     | Сунь Тяньтянь | Янь Цзы Чжэн Цзе                | 1-6 5-7        |